# 王景怡
王 景怡（おう けいい、1986年7月9日 - ）は、東京都出身の囲碁女流棋士。日本棋院中部総本部所属、四段。王立誠九段は実父。台湾プロ棋士の張正平三段（陳詩淵九段の夫人）は従姉。
夫は囲碁棋士の山森忠直。

## 棋戦成績
女流棋戦で挑戦手合まで進出がなかなかできなかったが、2015年、第2回会津中央病院杯・女流囲碁トーナメント戦では、1回戦で金子真季、準決勝で加藤啓子を破り決勝進出。決勝では謝依旻女流三冠を白番1目半勝ちで退け、自身の女流初タイトルを獲得した。また30年ぶりの中部総本部所属者の女流タイトルとなった。次期もタイトル者として本戦から出場し、稲葉かりんを降すも準決勝で青木喜久代に敗れ連覇はならなかった。
2016年の第22回ペア碁選手権戦では村川大介とペアを組み、奥田あや・高尾紳路ペアを下して優勝。

## 昇段履歴
- 2008年 初段
- 2012年 二段
- 2017年 三段
- 2024年 四段

## 主要履歴
- 2008年 第12期女流棋聖戦本戦入り、第50期王冠戦本戦入り
- 2009年 第28期女流本因坊戦本戦入り
- 2015年 第2回会津中央病院杯・女流囲碁トーナメント戦で謝依旻を破り初タイトル